# Souleymane Cissé
Souleymane Cissé   (Bamako, 21 d'abril de 1940 - Bamako, 19 de febrer de 2025) va ser un director de cinema malià de la primera generació de cineastes africans. Era considerat «el cineasta viu més gran d'Àfrica» mentre que la seva pel·lícula Yeelen va ser qualificada com «probablement la millor pel·lícula africana mai feta».

## Biografia
Nascut a Bamako i criat en una família musulmana, Souleymane Cissé va ser un cinèfil apassionat des de la infància. Va assistir a l'escola secundària a Dakar i va tornar a Mali el 1960 després de la independència nacional.
La seva carrera cinematogràfica va començar com a projeccionista assistent d'un documental sobre la detenció de Patrice Lumumba. Això va provocar el seu desig de crear pel·lícules pròpies, i va obtenir una beca a la Universitat Gueràssimov de Cinematografia, la principal escola de cinema i televisió de Moscou.
El 1970 va tornar a Mali, i es va incorporar al Ministeri d'Informació com a operador de càmera, on va produir documentals i curtmetratges. Dos anys més tard, va produir el seu primer llargmetratge, Cinq jours d'une vie, que explica la història d'un jove que abandona una escola alcorànica i esdevé un petit lladre vivint al carrer. Cinq Jours d'une vie es va estrenar al Festival de Cinema de Cartago.
El 1974 Cissé va produir el seu primer llargmetratge en bambara, Den muso (La noia), la història d'una jove muda que ha estat violada. La nena queda embarassada, i és rebutjada tant per la seva família com pel pare del nen. Den muso va ser prohibida pel ministre de Cultura de Mali, i Cissé va ser arrestat i empresonat pel dubtós càrrec d'acceptar finançament francès. Cissé mai no va saber el motiu real de la seva detenció, però mentre estava a la presó va escriure el guió de la seva següent pel·lícula Baara (Treball). Cissé acabaria i estrenaria aquella pel·lícula amb molta aclamació quatre anys després, guanyant el premi Étalon de Yennenga al Fespaco el 1979.
L'any 1982, Cissé va produir Finyé (Vent), que explica la història d'un jovent malià insatisfet que s'aixeca contra l'establishment. Això li va valer el seu segon Étalon de Yennenga, al Fespaco de 1983.
Entre 1984 i 1987, va produir Yeelen (Llum o Il·luminació), una pel·lícula de coming-of-age que va guanyar el premi del jurat al 40è Festival Internacional de Cinema de Canes, convertint-se en la primera pel·lícula africana a guanyar un premi en la història del festival. Sovint citada com la seva obra més gran, Cissé va declarar en una entrevista per a Cahiers du cinéma que va ser «en part feta en oposició a les pel·lícules etnogràfiques europees» i que va «volia donar una resposta a una percepció externa, una percepció de tècnics i acadèmics blancs, una percepció aliena». El 1995, va produir Waati (Time), que va competir per la Palma d'Or al 48è Festival Internacional de Cinema de Canes.
L'any 2009 va filmar una comèdia que tracta sobre la poligàmia, inspirada pel seu pare, quan ell, els seus vuit germans i la seva germana havien de marxar de casa l'any 1988. A la pel·lícula, O Ka (La nostra casa), va recordar la batalla legal de les seves germanes quan van ser expulsades de casa seva a Bamako. Cissé va ser president de la Unió de Creadors i Emprenedors del Cinema i les Arts Audiovisuals de l'Àfrica Occidental (UCECAO,). El seu germà petit és el director de cinema Alioune Ifra Ndiaye.
Souleymane Cissé va ser un dels cineastes africans més reconeguts del segle xx, i la seva obra exemplifica el desenvolupament del realisme social al cinema africà, inclòs el seu eventual moviment cap a la recuperació de la tradició. Cissé també va ser considerat «un mestre de la narració complexa, que preserva el misteriós en el mundà». Les seves pel·lícules han estat conegudes per les seves representacions intransigents de la violència militar, l'abús de diners i de poder, el sindicalisme i el control perdurable de les tradicions patriarcals sobre les dones i els joves de Bamako.

## Filmografia
- L’aspirant (curtmetratge, 1968)
- Source d’inspiration (curtmetratge, 1968)
- Dégal à Dialloubé (1970)
- Fête du Sanké (1971)
- Cinq jours d’une vie (1972)
- Den muso (1975)
- L’homme et ses idoles (curtmetratge, 1975)
- Baara (1978)
- Chanteurs traditionnels des Iles Seychelles (1978)
- Finyè (1982)
- Yeelen (1987)
- Waati (1995)
- Min Ye (2009)
- O Sembene! (2013)
- O Ka (2015)